# نانسي أتويل
نانسي أتويل (بالإنجليزية: Nancie Atwell)‏ معلمة أمريكية كانتاول الفائزين بجائزة أفضل معلم في العالم في دورتها الأولى عام 2015 ونالت الجائزة البالغة مليون دولار من مؤسسة فايركي جيمس

## عملها
عملت كمعلمة منذ عام 1973 في غرب نيويورك، وعام 1994 انشات مركز غير ربحي للتعليم والتتدريبن

## روابط خارجية
- المركز الذي اسسته نانسي اتويل الموقع الرسمي Center for Teaching & Learning